# Norra varvet

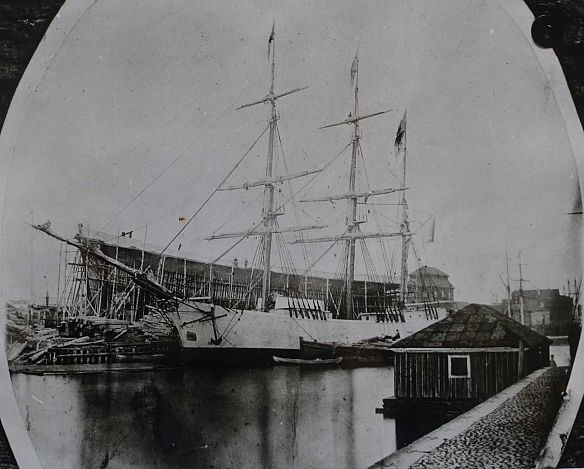
Norra varvet, 1860-tal

Norra varvet, eller Gävle stads norra varv, var ett varvsområde på norra sidan om Gavleån i Gävle, på dåvarande ön Alderholmen.
Båtbyggeri kan ha förekommit på Alderholmen redan på slutet av 1600-talet, och belägg finns från 1708. Läget var på denna tid bra för ett skeppsvarv. Norra varvet låg uppströms Södra varvet, där Gavleån var smalare, och detta ledde dock så småningom till problem vid fartygens sjösättning när varvens storlek ökade. År 1781 arrenderade staden varvsområdet till köpmännen Samuel Valley, Peter Brändström och fabrikören Nils Amberg, vilka hyrde ut platser till skeppsbyggare. Senare följde andra arrendatorer, bland annat Pehr Christian Rettigs familjeföretag P. C. Rettig & Co, som arrenderade Norra varvet 1837-47, varefter han flyttade sin skeppsbyggnadsverksamhet till Södra varvet där den blev granne till Brodins varv. 

## Bångska varvet
Per Christian Rettig efterträddes som arrendeman av skeppsbyggmästaren Lars Augustin Bång på långtidskontrakt 1847. Sonen Johan August Bång övertog ledningen efter faderns död 1853 och drev det tills det brann 1869 vid en stor stadsbrand. 
Lars Augustin Bång hade 1841, då han tillsammans med kopparslagaren Johan August Forssberg hade bildat redarefirman Forssberg & Bång, börjat bygga fartyg för egen räkning. År 1853, några månader före Lars Augustin Bångs död i kolera, sjösattes fullriggaren Sverige, som med sina 650 läster på sin tid var den svenska handelsflottans största fartyg.